# Vlassenbroek
Vlassenbroek is een dorpje in de Belgische provincie Oost-Vlaanderen. Het ligt in Baasrode, een deelgemeente van Dendermonde. Vlassenbroek ligt in een ingedijkt gebied aan een meander van de Schelde, zo'n 2,5 km ten noordwesten van het centrum van Baasrode.

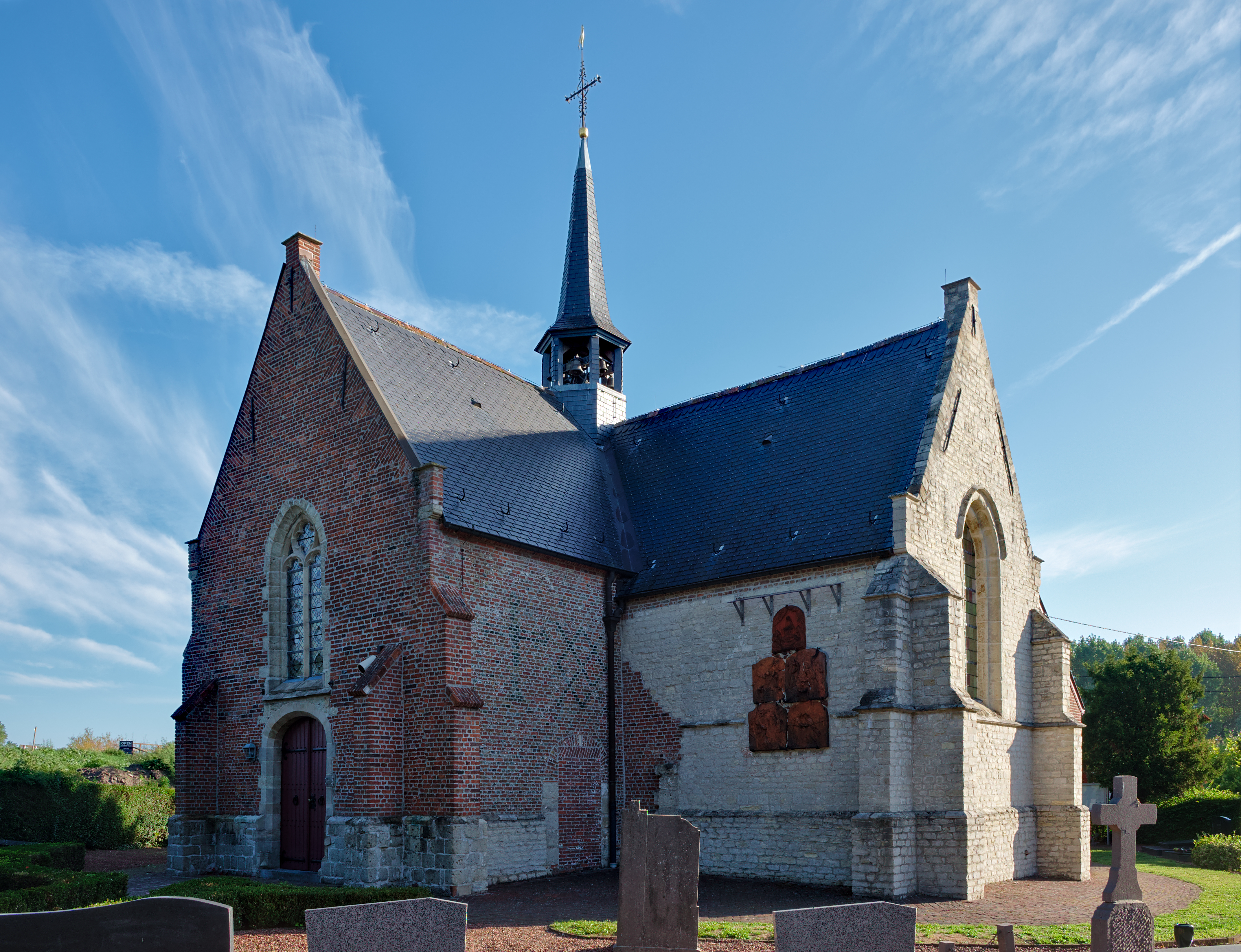
Sint-Gertrudiskerk, gezien vanop de Scheldedijk

## Geschiedenis

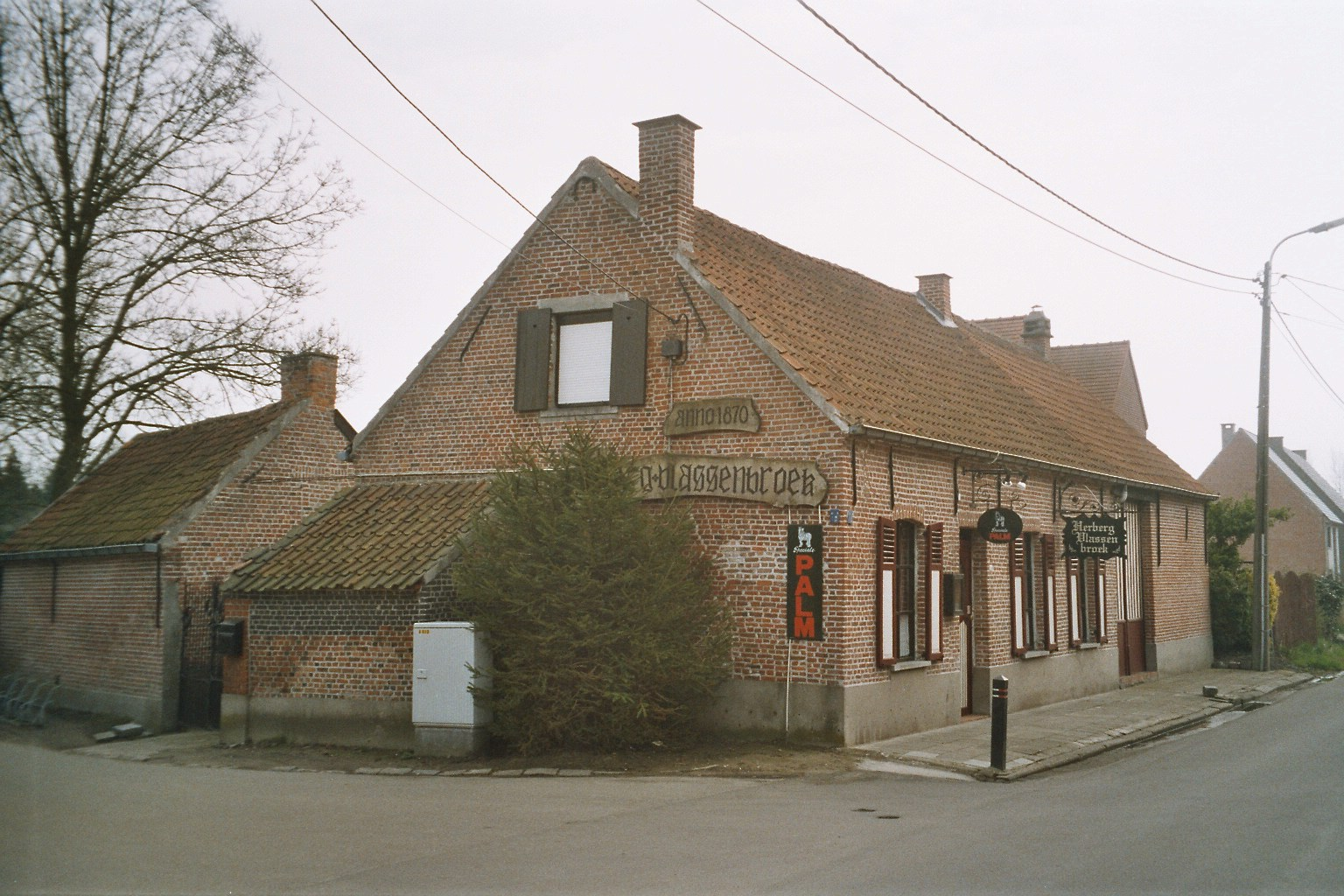
Herberg Vlassenbroek

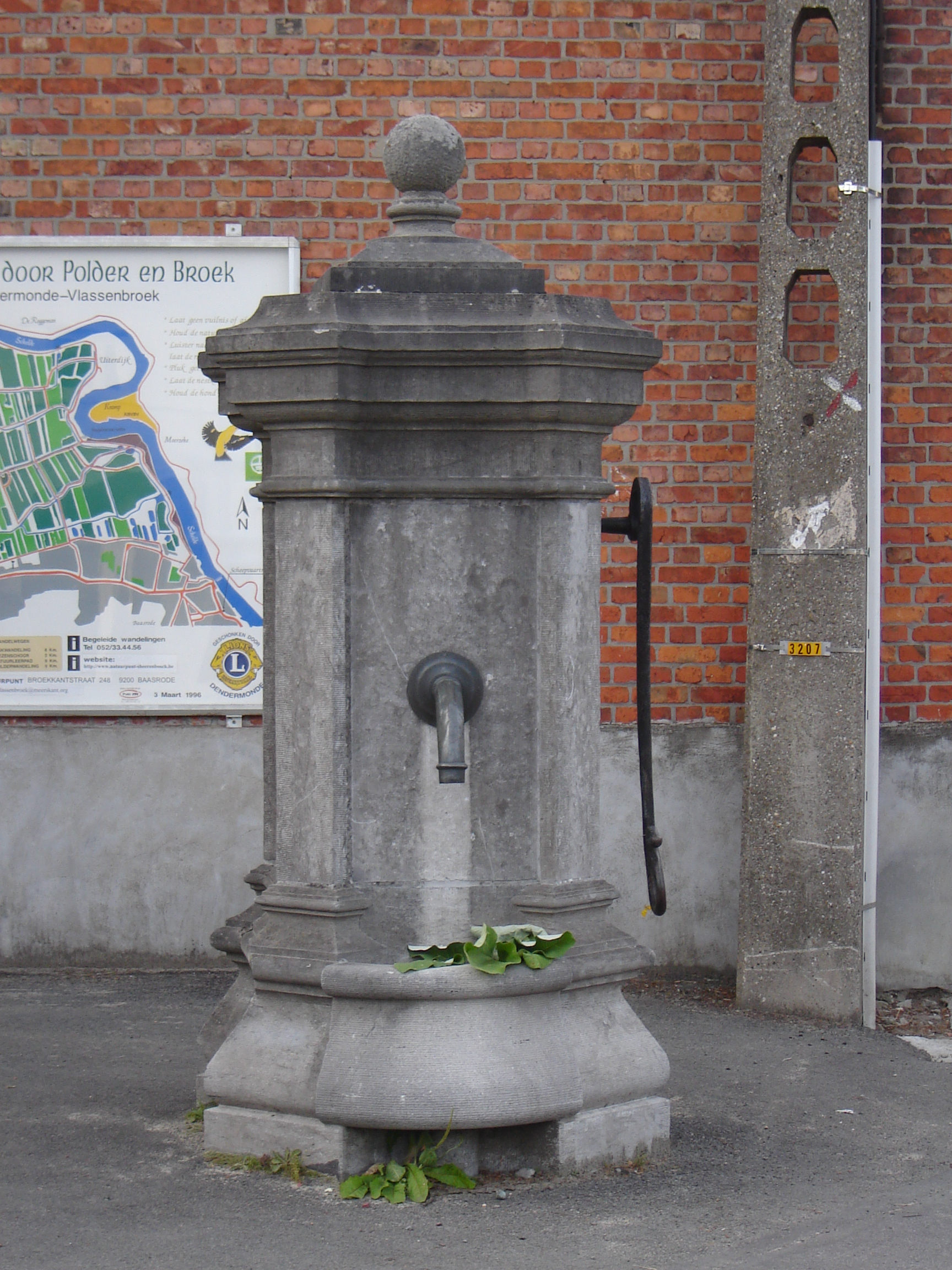
Waterpomp op het dorpsplein

Vlassenbroek lag in een nat poldergebied, terwijl vroeger in de omgeving ook het bosgebied Vlassenhout lag. Volgens sommigen omvatte Baasrode in de vroege middeleeuwen het huidige Baasrode, Mariekerke, Sint-Amands en ook Vlassenbroek. Rond de 11de eeuw viel het domein uiteen en de parochie van Vlassenbroek kwam bij Dendermonde, terwijl de parochie Sint-Ursmarus van Baasrode naar de abdij van Affligem ging. Beide behoorden zeker sinds de 11de eeuw ook tot het Land van Dendermonde. Op wereldlijk vlak werd het door een vierschaar met meier en zeven schepenen bestuurd en was het afhankelijk van de heer van Dendermonde.
Er was in een akte uit 1216 reeds sprake van een kapel in Vlassenbroek en in 1375 sprak men van de ecclesiam de Vlassenbrouc. Het dorpje, dat aan de Schelde slechts enkele meters boven zeeniveau lag, werd meermaals door overstromingen getroffen. Aanvankelijk behoorde de parochie tot het bisdom Kamerijk, vanaf 1570 tot het nieuwe bisdom Gent. In de 16de eeuw raakte het kerkje ook vernield, onder meer door de Beeldenstorm. Het kerkje bleef lang in puin liggen en was pas tegen 1640 hersteld. De parochie bleef echter in moeilijkheden en zou bediend worden door de onderpastoor van Sint-Gillis (Dendermonde) en andere omliggende parochies. In 1649 werd de kerk een tijdje gesloten en werden de diensten verplaatst naar de Dendermondse kerk van Sint-Gillis-Binnen. Het dorp bleef ook in de 17de eeuw geteisterd door plunderingen en overstromingen.
In de 18de eeuw kon het dorp opbloeien en de kerk werd hersteld. De Ferrariskaart uit de jaren 1770 duidt het plaatsje met zijn kerk aan als het gehucht Vlassenbrouck, gelegen tegen de Scheldedijk. Op het eind van het ancien régime verdween de eigen schepenbank en Vlassenbroek viel nu bestuurlijk onder Baasrode.
Eind 19de en begin 20ste eeuw trokken veel kunstenaars naar Vlassenbroek en het kunstenaarsdorpje werd een inspiratie voor veel schilders uit de Dendermondse School. In de tweede helft van de 20ste eeuw werd het rustig dorpje vooral een toeristische trekpleister voor fietsers en wandelaars.

## Naamgeving
Het woord vlas komt vermoedelijk voort van het gewas. De suffix -broek wijst op de aanwezigheid van een moeras. Tezamen met Vlassenbroek vinden we het Vlassenhout terug. Dit grote bos strekte zich uit vanaf de poorten van Dendermonde over Sint-Gillis en Baasrode tot Buggenhout, waar het aansluiting vond met het Buggenhoutbos.

## Bezienswaardigheden
- De Sint-Gertrudiskerk
- Het orgel van de Sint-Gertrudiskerk is wellicht het oudste Vlaamse positief orgel.  Het werd oorspronkelijk gebouwd door orgelmaker Jan Van Loo uit Aalst voor de Onze-Lieve-Vrouwekerk van Dendermonde.  In 1763 werd het orgel aangepast door de bekende orgelmakers Van Peteghem.  De orgelkast en een groot deel van de pijpen zijn nog 17de-eeuws.  In 1861-1862 verplaatste Maximilien Van Peteghem het orgel naar Vlassenbroek.
- De beschermde pastorie

## Natuur en landschap
Vlassenbroek ligt aan de Schelde te midden van de Vlassenbroekse polder, een 300 ha groot natuurgebied.

## Nabijgelegen kernen
Dendermonde, Baasrode
Deelgemeenten: Appels · Baasrode · Dendermonde · Grembergen · Mespelare · Oudegem · Schoonaarde · Sint-Gillis-bij-Dendermonde 

Gehuchten en wijken: Boonwijk · Briel · Keur · Lutterzele · Vlassenbroek

Belgische gemeenten · Arrondissement Dendermonde · Oost-Vlaanderen · Vlaanderen